# Verseveldtia trochiformis
Verseveldtia trochiformis is een zachte koraalsoort uit de familie Alcyoniidae. De koraalsoort komt uit het geslacht Verseveldtia. Verseveldtia trochiformis werd in 1900 voor het eerst wetenschappelijk beschreven door Hickson. 